# Aleksandr Sergeevič Davydov
Aleksandr Sergeevič Davydov (in russo Александр Сергеевич Давыдов?, in ucraino Олександр Сергійович Давидов?, Oleksandr Serhijovič Davydov; Eupatoria, 26 dicembre 1912 – Kiev, 19 febbraio 1993) è stato un fisico sovietico e ucraino.
Davydov si laureò in fisica all'Università statale di Mosca nel 1939. Durante la seconda guerra mondiale lavorò in una fabbrica di aeroplani a Ufa e, in seguito, dal 1945 al 1953 presso l'Istituto di Fisica dell'Accademia Ucraina delle Scienze di Kiev. Dal 1954 al 1964 fu professore all'Università statale di Mosca (e contemporaneamente dal 1953 al 1956 al Centro di ricerca nucleare di Obninsk) e dal 1964 di nuovo all'Istituto di Fisica dell'Accademia Ucraina delle Scienze. Dal 1966 lavorò all'Istituto Bogoljubov, l'Istituto di Fisica teorica dell'accademia, del quale fu anche direttore dal 1973 al 1988. Successivamente divenne direttore onorario.
Davydov è noto per i suoi studi di fisica e di ottica molecolare. I suoi principali contributi riguardarono la teoria dell'assorbimento, diffusione e dispersione della luce nei cristalli molecolari. Nel 1948, predisse il fenomeno che è noto come frazionamento di Davydov. Nel periodo 1958-1960 sviluppò la teoria degli stati eccitati collettivi nei nuclei sferici e non sferici, nota come modello di Davydov-Filippov e modello di Davydov-Chaban.
Davydov si occupò anche di biofisica. Nel 1973, applicò il concetto dei solitoni molecolari per spiegare il meccanismo delle contrazioni muscolari negli animali. Studiò teoricamente le eccitazioni o gli elettroni in eccesso intramolecolari con la rottura autolocale della simmetria transazionale. Queste eccitazioni sono ora conosciute come solitoni di Davydov.
Davydov è noto anche per il suo manuale di meccanica quantistica, tradotto anche in altre lingue tra cui l'italiano. Negli anni 1940, indipendentemente da William Rarita e Julian Schwinger introdusse un'equazione ondulatoria per le particelle con spin 3/2. Negli anni 1980 sviluppò anche una teoria dei solitoni dei superconduttori ad alta temperatura.

## Onorificenze
- Medaglia al valore del lavoro (1961)
- Premio Lenin (1966)
- Premio nazionale Ševčenko (1969)
- Ordine di Lenin (1971, 1982)
- Eroe del lavoro socialista (1982)

## Pubblicazioni
- (RU)  Teoria dell'assorbimento della luce da parte dei cristalli molecolari, Kiev, Naukova Dumka, 1951
- Teoria del nucleo atomico, Bologna,  Zanichelli, 1966 (ed. russa 1958)
- Theory of Molecular Excitons, New York, McGraw-Hill, 1962
- Meccanica quantistica, Mosca, Edizioni Mir, 1981 (ed. russa 1963)
- Theory of Molecular Excitons, New York, Plenum Press, 1971
- (RU)  Teoria dei solidi, Mosca, 1980
- Biology and Quantum Mechanics, Pergamon Press, 1982
- Solitons in Molecular Systems, D. Reidel, 1985
- (RU)  Solitoni nella bioenergetica, Kiev, Naukova Dumka, 1986
- The Theoretical Investigation of High-Temperature Superconductivity, Physics Reports, vol. 190, no. 4-5, pp. 191–306, 1990
- (RU)  Superconduttività ad alta temperatura, Kiev, Naukova Dumka, 1990